# Les Basilischi
Pour plus de détails, voir Fiche technique et Distribution.
Les Basilischi (I basilischi) est un film dramatique italien sorti en 1963. C'est le premier film de Lina Wertmüller en tant que réalisatrice.
Le film a été projeté dans le cadre d'une rétrospective Questi fantasmi: Cinema italiano ritrovato au 65e Festival international du film de Venise, en 2008. En France, le film sort pour la première fois en 2022.

## Synopsis
Francesco, Sergio et Antonio sont trois jeunes hommes privilégiés qui vivent dans la ville provinciale de  Minervino Murge, située entre les Pouilles et la Basilicate : le film est un portrait de leur vie trop imprégnée d'apathie et de provincialisme pour leur donner envie de partir vers d'autres destinations.
En effet, lorsque la tante d'Antonio, une universitaire apathique, lui propose d'aller vivre avec elle à Rome, en transférant son inscription de l'université de Bari à celle de la capitale, après peu de temps, Antonio renonce et retourne dans son village, incapable d'abandonner les préjugés, les clichés et les rituels de sa province natale, irréversiblement ancrés dans son être.

## Fiche technique
- Titre français : Les Basilischi[3],[4]
- Titre original italien : I basilischi
- Réalisation : Lina Wertmüller
- Scénario : Lina Wertmüller
- Photographie :	Gianni Di Venanzo
- Montage : Ruggero Mastroianni
- Musique : Ennio Morricone
- Décors : Antonio Visone
- Production : Lionello Santi
- Sociétés de production : Galatea Film, Società Editoriale Cinematografica Italiana 22 Dicembre
- Sociétés de distribution : Cineriz (Italie), Carlotta Films (France)
- Pays de production :  Italie
- Langue originale : italien
- Format : noir et blanc — 35 mm — son mono
- Genre : drame
- Durée : 84 minutes
- Dates de sortie :
  - Suisse : 28 juillet 1963 (Festival du film de Locarno)
  - Italie : 2 septembre 1963
  - France : 25 mai 2022[3],[4]

## Distribution
- Antonio Petruzzi : Antonio
- Stefano Satta Flores : Francesco
- Sergio Ferrarino : Sergio
- Luigi Barbieri : père d'Antonio
- Flora Carabella : Luciana Bonfanti
- Enrica Chiaromonte : Maddalena
- Rosanna Santoro : Anna
- Marisa Omodei : Cicci
- Manlio Blois : Nicolino
- Rosetta Palumbo : Rosetta
- Mimmina Quirico : tante Maria
- Enzo Di Vecchia : L'ami